# Le Chercheur d'or
Le Chercheur d'or est un roman de Jean-Marie Gustave Le Clézio paru le 21 février 1985 aux éditions Gallimard.

## Résumé

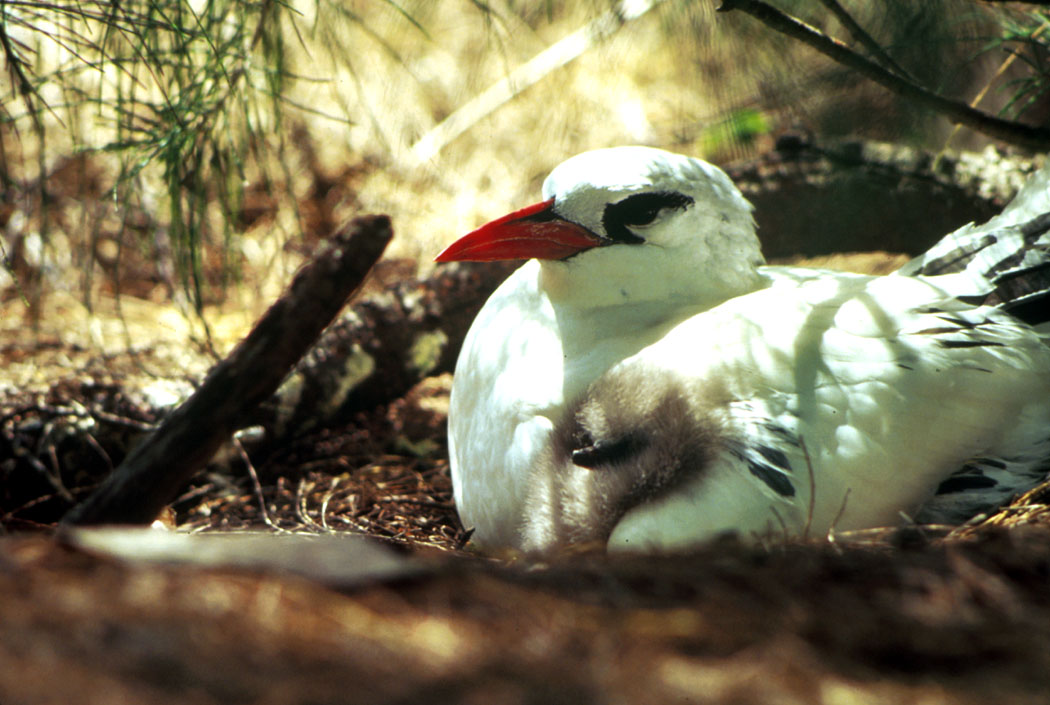
Un paille-en-queue

La bataille de la Somme

L'histoire commence en 1892 dans l'enfoncement du Boucan, dans l'île Maurice. Alexis a alors huit ans et vit heureux avec sa sœur ainée Laure, à jouer dans la forêt et dans « l'arbre du bien et du mal » et à se promener avec son ami Denis, un jeune noir descendant d'esclaves mauriciens, qui lui fait découvrir les secrets de la nature et l'initie à son premier voyage en mer. Cette expérience, condamnée par les parents d'Alexis, s'avérera fondatrice et dramatique. La joie d'Alexis sur la mer le portera toute sa vie, mais il lui est désormais interdit de revoir Denis. La famille n'est pas riche, le père est aux prises avec des soucis d'argent et tente d'installer une génératrice d'électricité dans cette partie reculée de l'île afin de surmonter les dettes contractées. La mère, Mam, femme au foyer, s'occupe de leur éducation. Peu de temps après, un cyclone ravage une grande partie de l'île, la maison familiale, et surtout la génératrice, le dernier espoir de succès du père. La famille, ruinée, doit partir pour Forest Side.
Là, le jeune Alexis est placé dans un internat et se prend de passion pour les histoires de pirates. À la mort de son père, il découvre dans les papiers de celui-ci l'existence potentielle d'un trésor, « le trésor du Corsaire », caché dans l'anse aux Anglais sur l'île Rodrigues. Les années passent, Alexis  grandit et doit travailler comme comptable dans une société gérée par son oncle. En 1910, appelé par le large et l'aventure, Alexis s'embarque sur le Zéta, un schooner trois-mâts du capitaine Bradmer et d'un timonier comorien où il découvre enfin le bonheur tant attendu de naviguer. Après son passage par l'île aux rats, l'île Frégate et le paradis terrestre de Saint-Brandon, il arrive à île Rodrigues.
Alexis commence à chercher le trésor. Les papiers de son père lui permettent de découvrir différents repères laissés par le Corsaire. Il place des jalons et fait des trous de sonde avec l'aide de deux autochtones. La recherche infructueuse dure des années. Un jour, après un accident, Alexis rencontre Ouma, une Manaf élevée à Paris qui le soigne et dont il tombera amoureux. Il découvre finalement plusieurs caches du trésor mais celles-ci sont systématiquement vides. Il prévoit de partir et découvre la date : il a passé quatre ans sur l'île !
À l'annonce du début de la Première Guerre mondiale, en 1914, Alexis s'engage volontairement dans l'armée britannique. Il part pour l'Europe, et sera des batailles d'Ypres, durant l'hiver 1915 et de la Somme à l'automne 1916. Rescapé miraculeusement des combats, alors que tous ses compagnons d'arme tombent, il est finalement rapatrié après avoir attrapé le typhus.
Il retourne voir Laure à Forest Side où il est reconnu comme héros pendant la guerre à cause d'exploits imaginaires. Sa mère est devenue presque aveugle et ne cesse de penser à ce qui fut son passé heureux dans la maison du Boucan. Après quelques mois passés à Maurice où Alexis travaille à la surveillance des paysans dans les champs de canne à sucre, il décide de repartir en 1919 vers l'île Rodrigues pour reprendre sa recherche du trésor et retrouver Ouma. De trésor toujours rien et Ouma n'est plus là, l'année 1922 arrive. Il pense avoir trouvé quelque chose quand une lettre de Laure apprend la mort certaine et prochaine de Mam. Un ouragan ravage l'île, dévaste son campement de l'Anse des Anglais et jette sur le récif le Zéta qui croisait dans les parages. Il retourne finalement sur l'île Maurice pour être présent durant les derniers jours de sa mère. Celle-ci décède finalement. Alexis cependant aperçoit par hasard Ouma qui travaille désormais dans les plantations de canne sur l'île Maurice.
Laure entre dans les ordres et Alexis retourne sur les lieux de son enfance avec Ouma. Il vit heureux avec elle quelques mois à Mananava, près du renfoncement Boucan de son enfance, à observer les paille-en-queue. Lors d'une pluie d'étoiles filantes, Ouma quitte définitivement Alexis et part rejoindre son jeune frère au camp de réfugiés gardé par l'armée anglaise. Elle est déportée vers Rodrigues, son île d'origine. Alexis brûle ses derniers papiers du trésor pour « être libre ».
Le livre s'achève sur le rêve d'Alexis : son navire, l'Argo, avec Ouma.

## Remarques
Le Clézio donne de nombreux détails sur cette œuvre dans Voyage à Rodrigues.

## Éditions
- Coll. « Blanche », éditions Gallimard, 1985  (ISBN 9782070702473)[1]
- Coll. « Folio » no 2000, éditions Gallimard, 1988  (ISBN 9782070380824), 384 p.